# Атабай-Анкебе
Атаба́й-Анкебе́ (тат. Атабай-Әнкәбә) — деревня в Буинском районе Республики Татарстан. Входит в состав Исаковского сельского поселения.
Родина Героя Социалистического Труда Г. С. Сафина.

## География
Деревня расположена на границе с Чувашской Республикой, в 28 километрах к северо-западу от города Буинска.

## История
В «Списке населенных мест по сведениям 1859 года», изданном в 1866 году, населённый пункт упомянут как казённая деревня Атабаева Анкеба 2-го стана Тетюшского уезда Казанской губернии. Располагалась при реке Чичи, по левую сторону торгового тракта из Буинска в Цывильск, в 68 верстах от уездного города Тетюши и в 12 верстах от становой квартиры во владельческом селе Знаменское (Чипчаги). В деревне в 67 дворах жили 386 человек (202 мужчины и 184 женщины). Была мечеть.

## Население
| 1782 | 1859 | 1897 | 1908 | 1920 | 1926 | 1938 | 1949 | 1958 | 1970 | 1979 | 1989 | 2000 | 2015 |
| ---- | ---- | ---- | ---- | ---- | ---- | ---- | ---- | ---- | ---- | ---- | ---- | ---- | ---- |
| 58   | 386  | 612  | 687  | 744  | 571  | 584  | 437  | 320  | 317  | 221  | 145  | 119  | 88   |

Национальный состав села — татары.

## Экономика
Полеводство, мясное скотоводство. Жители работают преимущественно в ООО «Авангард», крестьянском (фермерском) хозяйстве. 

## Инфраструктура
Начальная школа, клуб.

## Религия
Мечеть (1997 г.).

## Известные люди
Г. С. Сафин (1907—1975) — механик, Герой Социалистического Труда.